# Xã Benton, Quận Des Moines, Iowa
Xã Benton (tiếng Anh: Benton Township) là một xã thuộc quận Des Moines, tiểu bang Iowa, Hoa Kỳ. Năm 2010, dân số của xã này là 803 người.